# Saint-Solve
Saint-Solve ist eine Gemeinde in Frankreich. Sie gehört zur Region Nouvelle-Aquitaine, zum Département Corrèze und zum Arrondissement Brive-la-Gaillarde. Sie grenzt im Westen, im Norden und im Nordosten an Vignols, im Osten an Voutezac, im Süden an Objat und im Südwesten an Saint-Cyr-la-Roche.

## Bevölkerungsentwicklung

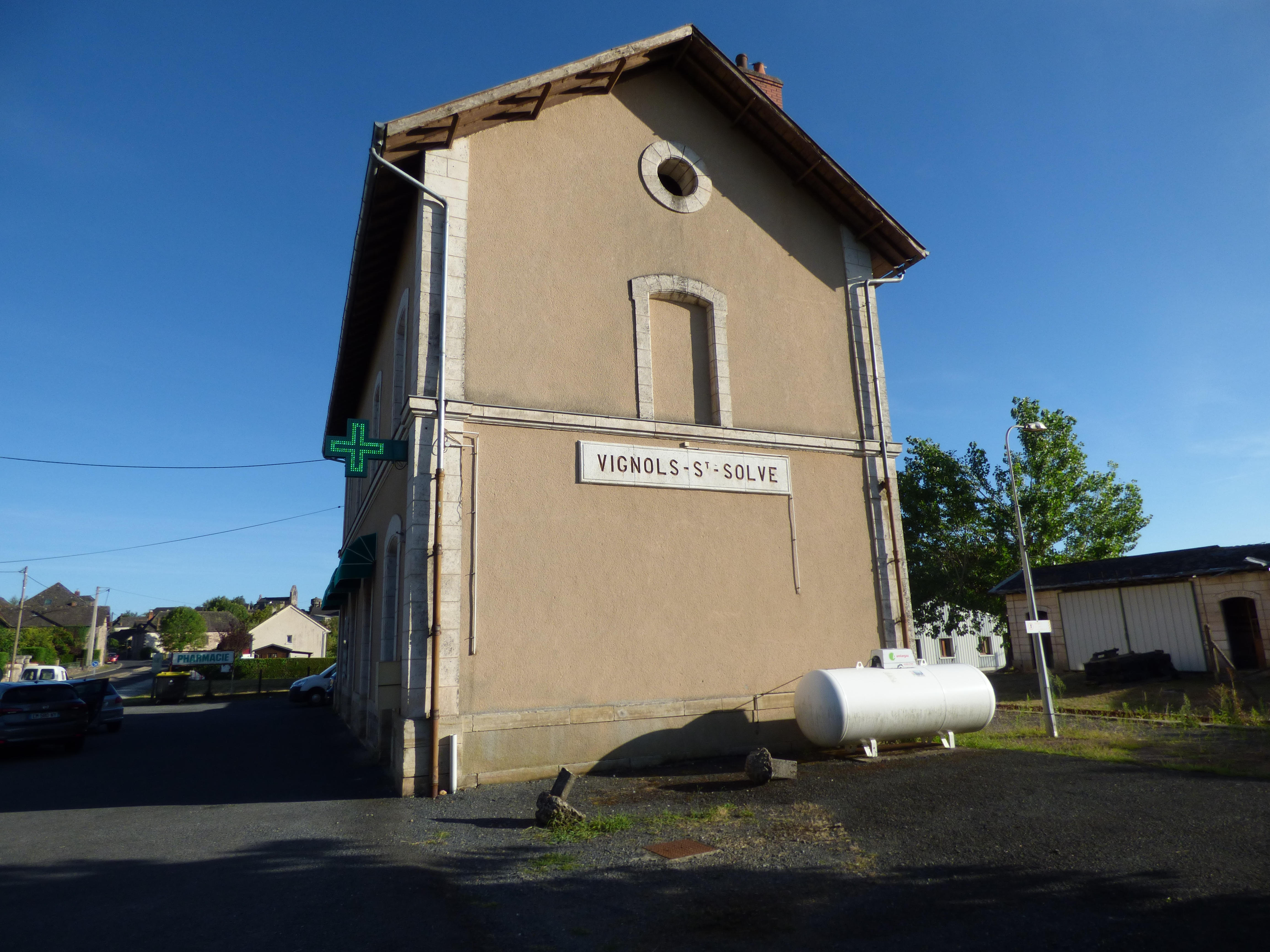
Bahnstation Vignols - Saint-Solve

| Jahr      | 1962 | 1968 | 1975 | 1982 | 1990 | 1999 | 2008 | 2012 |
| --------- | ---- | ---- | ---- | ---- | ---- | ---- | ---- | ---- |
| Einwohner | 375  | 324  | 312  | 282  | 323  | 326  | 395  | 428  |

## Persönlichkeiten
- Daniel de Priézac (1590–1662), Mitglied der Académie française